# 蝴蝶結 (單曲)
《蝴蝶結》（日语：蝶々結び），日本女性創作歌手aiko的第12張單曲。2003年4月23日發行。

## 簡介
前作《下次再見的時候》約8個月之後發行。
據aiko本人所說，「蝴蝶結」的意思是「與他的鞋帶一起結成蝴蝶結的樣子，象徵關係的進一步拉近」。

## 收錄曲目
全 作詞、作曲：AIKO；編曲：島田昌典
1. 蝴蝶結（蝶々結び）
  - 固力果乳業『カフェオーレ』九州地區限定的電視廣告歌曲
2. 下雨天（雨の日）
3. 帽子與泳衣與水平線（帽子と水着と水平線）
4. 蝴蝶結（insturumental）

## 外部連結
- 唱片介紹